# Thraupis
Thraupis es un género de aves paseriformes perteneciente a la familia Thraupidae, que agrupa a siete especies nativas de la América tropical (Neotrópico), donde se distribuyen por América Central y del Sur, desde el este de México hasta el centro de Argentina. A sus miembros se les conoce por el nombre común de tangaras, y también azulejos o celestinos, entre otros.

## Etimología
El nombre genérico femenino Thraupis proviene de la palabra griega «θραυπίς thraupis»: pequeño pájaro desconocido mencionado por Aristóteles, tal vez algún tipo de pinzón; en ornitología thraupis significa «tangara».

## Características
Las aves de este género son un grupo de tangaras numerosas, familiares y ampliamente diseminadas, que prefieren ambientes semiabiertos, con excepción del escaso Thraupis cyanoptera del sureste de Brasil. De tamaño mediano, miden entre 16,5 y 18 cm de longitud, de coloraciones bastante apagadas, predominantemente azul grisáceo, con excepción del verde Thraupis palmarum.

## Taxonomía
Varios estudios filogenéticos recientes demostraron que la tangara naranjera, especie actualmente denominada Rauenia bonariensis, que históricamente hizo parte del presente género como Thraupis bonariensis debido a las semejanzas morfológicas, no hacía en realidad parte del mismo y era hermana de Pipraeidea melanonota, por lo que fue transferida inicialmente a Pipraeidea y posteriormente a un género propio Rauenia.
En los mismos y otros estudios filogenéticos también se demostró que la tangara coroniazul (Thraupis cyanocephala) no hacía parte del presente, estando más próxima de Buthraupis. Sobre esta base, Burns et al. (2016) propusieron su separación en un género resucitado propio Sporathraupis, lo que fue aprobado por el Comité de Clasificación de Sudamérica (SACC) en la Propuesta N° 730 Parte 18.
Los estudios filogenéticos también demostraron que el presente género estaba embebido dentro del entonces ampliamente definido género Tangara que de esa forma sería polifilético. Las opciones existentes eran: mantener Thraupis y dividir Tangara en otros géneros, o incluir las especies de Thraupis en un Tangara más ampliamente definido de lo que ya era. El SACC, en la propuesta N° 730 partes 19 e 20 optó por la primera alternativa, en lo que fue seguido por el Congreso Ornitológico Internacional (IOC). Otras clasificaciones como Aves del Mundo (HBW), Birdlife International (BLI) y el Comité Brasileño de Registros Ornitológicos (CBRO) optaron por sinonimizar Thraupis con Tangara.

## Lista de especies
Según la clasificación del Congreso Ornitológico Internacional (IOC) el género agrupa a las siguientes especies con el respectivo nombre popular de acuerdo con la Sociedad Española de Ornitología (SEO):
| Imagen | Nombre científico    | Autor                | Nombre común        | EC (*) |
| ------ | -------------------- | -------------------- | ------------------- | ------ |
|        | Thraupis episcopus   | (Linnaeus, 1766)     | tangara azuleja     | LC     |
|        | Thraupis sayaca      | (Linnaeus, 1766)     | tangara sayaca      | LC     |
|        | Thraupis glaucocolpa | Cabanis, 1850        | tangara glauca      | LC     |
|        | Thraupis cyanoptera  | (Vieillot, 1817)     | tangara cianóptera  | NT     |
|        | Thraupis ornata      | (Sparrman, 1789)     | tangara adornada    | LC     |
|        | Thraupis abbas       | (W. Deppe, 1830)     | tangara aliamarilla | LC     |
|        | Thraupis palmarum    | (Wied-Neuwied, 1821) | tangara palmera     | LC     |

(*) Estado de conservación